# 백카리알라

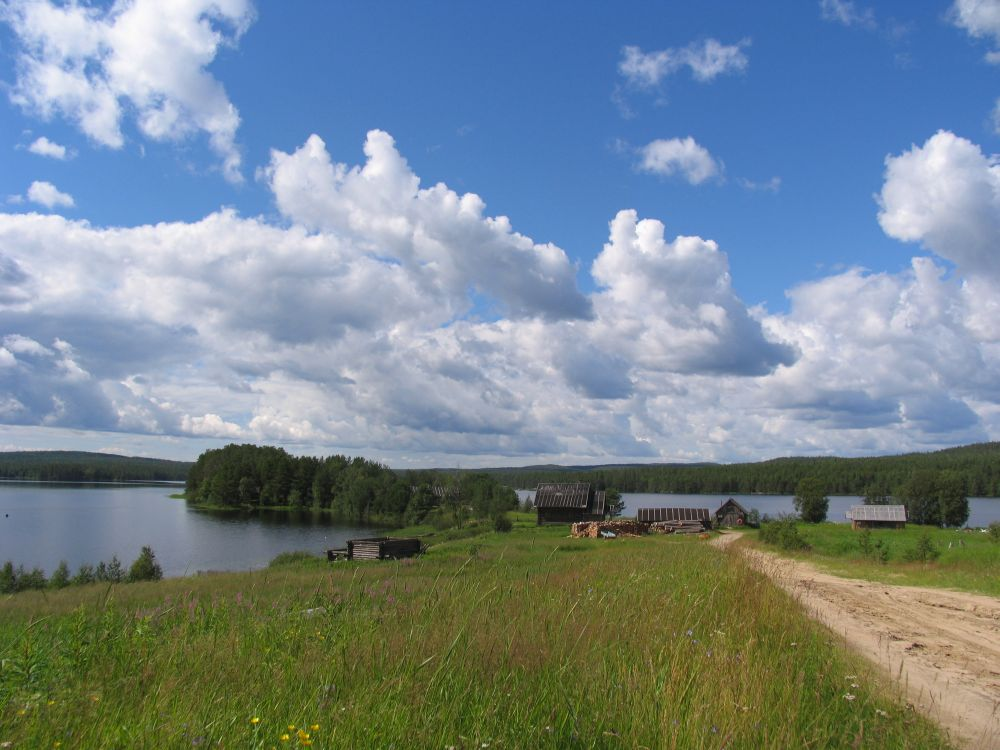
베네햬르비.

백카리알라(핀란드어: Vienan Karjala 비에난 카랼라[*], 러시아어: Беломорская Карелия 벨로모르스카야 카렐리야[*], 영어: White Karelia)는 백해 서해안에서 러시아-핀란드 국경에 이르는 지역이다. 북쪽으로는 콜라반도와 접하고, 남쪽으로는 아우누스 카리알라와, 동쪽으로는 아르한겔스크주와 접한다. 러시아 연방 카렐리야 공화국의 북부 지역을 구성한다. 문화적으로는 핀란드 카이누 지역의 촌락 세 개도 백카리알라에 속한다. 백카리알라의 총 면적은 66,935 평방킬로미터이며 인구는 약 100,000 명이다.
핀인의 국민서사시인 『칼레발라』가 이 지역에서 주로 채록되었다.

## 같이 보기
- 칼레발라